# Locomotiva kkStB 35
Le locomotive kkStB 35 erano locomotive a vapore con tender per treni merci, di rodiggio 0-3-0, delle ferrovie statali dell'Impero austro-ungarico.

## Storia
Le locomotive provenivano dal parco rotabili delle compagnie private, Kaiser Franz-Josephs-Bahn (KFJB), Österreichische Nordwestbahn (ÖNWB) e Ferrovia del Vorarlberg (VB) e in seguito alla statalizzazione erano state concentrate nel gruppo 35 dalle ferrovie imperial regie di stato austriache (kkStB). 
Quelle "ex KFJB" vennero immatricolate come 35.01-56, le "ex ÖNWB" come 35.57-59 e infine vennero aggiunte anche le "ex VR" come 35.91-94. Erano state costruite tutte dalle fabbriche di locomotive Sigl e Neustädter Lokomotivfabrik di Vienna tra il 1868 e il 1871 eccetto le 4 VR ex 3101-3104 che erano uscite dalle officine di costruzione Krauss di Monaco di Baviera nel 1872. Anche il gruppo 35, come altri gruppi di locomotive austroungariche, venne ripartito per la cessione ad altri stati allo scopo di ripagare i danni di guerra dopo la prima guerra mondiale. 
L'Italia ne ebbe assegnate 5 unità e le FS le omologarono nel gruppo 195, un altro lotto di 15 unità venne assegnato alla Cecoslovacchia e immatricolato nel gruppo ČSD 312.3. Un gruppo di 23 unità venne immatricolato nelle nuove ferrovie austriache BBÖ che vennero tolte dal servizio entro il 1930. Una sola unità la kkStB 35.04 destinata in origine alle FS finì invece a far servizio sulle linee jugoslave fino al 1931.